# Southeastern Pennsylvania Transportation Authority

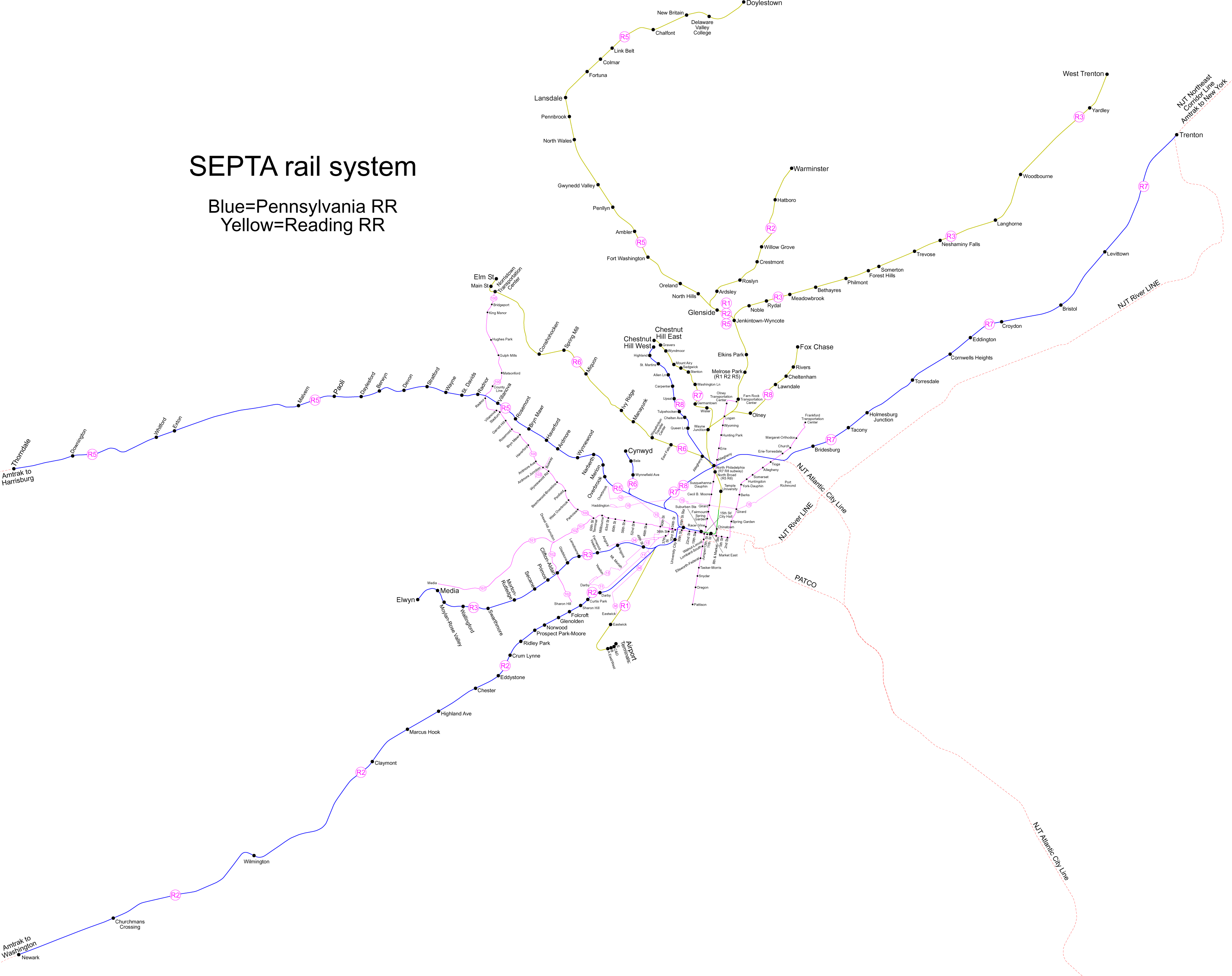
Schienennetzplan

Die Southeastern Pennsylvania Transportation Authority, abgekürzt SEPTA ist die Bau- und Betriebsgesellschaft für den größten Teil des Personennahverkehrs im Raum Philadelphia, Pennsylvania. Die Verkehrsmittel umfassen mit Regionalbahnen, zweierlei Hoch- und Untergrundbahnen, U-Straßenbahnen, Straßenbahnen, Überlandstraßenbahnen, Oberleitungsbussen und Dieselbussen im Stadt- und Regionalverkehr sowie zukünftigen Light-Rail-Linien eine ausgesprochen breite Palette.
Die SEPTA ist das fünftgrößte ÖPNV-Unternehmen der Vereinigten Staaten und mit 9.000 Beschäftigten ein bedeutender Arbeitgeber in der Region.

## Hintergrund
In den ersten beiden Jahrzehnten nach dem Zweiten Weltkrieg geriet der öffentliche Personennahverkehr in den Ballungsräumen der Vereinigten Staaten zunehmend zum Zuschussgeschäft. Da die mehrheitlich privaten Betreibergesellschaften nicht bereit gewesen wären, die dauerhaften Verluste hinzunehmen, wurden vielerorts staatliche Gesellschaften gegründet, die den Betrieb subventionierten oder gleich ganz übernahmen.
Vor diesem Hintergrund wurde am 18. Februar 1964 durch die Pennsylvania General Assembly, das Parlament des Bundesstaats Pennsylvania, die SEPTA ins Leben gerufen. Sie sollte den Fortbestand des öffentlichen Personennahverkehrs in den Countys Bucks, Chester, Delaware, Montgomery und der Stadt Philadelphia selbst sicherstellen.
Im Laufe der Jahre wurden folgende Gesellschaften übernommen:
- 1968 die Philadelphia Transportation Company (PTC), die Betreiberin der meisten innerstädtischen Verkehrsmittel Philadelphias,
- 1969 die Philadelphia Suburban Transportation Company, auch als Red Arrow bekannt, die die Überlandstraßenbahnen in die südwestlichen Vororte Media, Sharon Hill und West Chester betrieb,
- 1976 die Schuylkill Valley Lines.
- 1983 wurden die Regionalbahnen von der Conrail übernommen.

## Struktur
Dem Unternehmen steht ein 15-köpfiger Vorstand vor. Die Mitglieder werden von den beteiligten Countys und dem Bundesstaat entsandt. Jeder der vier Countys und die Stadt Philadelphia, die selbst auch ein County ist, stellen je zwei Mitglieder, der Senat und das Repräsentantenhaus des Bundesstaates entsenden je zwei weitere Mitglieder; je eines wird dabei von der Mehrheitspartei, das andere von der Minderheitspartei gewählt. Das fünfzehnte Mitglied schließlich wird vom Gouverneur berufen.
Das operative Geschäft unterliegt einem angestellten Geschäftsführer. Der wohl bekannteste unter ihnen war 1979 bis 1984 David L. Gunn, der in den 1980er Jahren die New Yorker U-Bahn sanierte.
Für den Fahrbetrieb und die Wartung der jeweiligen Fahrzeuge sind insgesamt drei Abteilungen zuständig:
- Zur City Transit Division gehören die meisten innerstädtischen Verkehrsmittel, namentlich die Buslinien, die Straßenbahn, die U-Straßenbahn sowie die beiden Schnellbahnen Market–Frankford Line und Broad Street Line.
- Die Suburban Division ist für die Regionalbusse, die Überlandstraßenbahnen der Media–Sharon Hill Line sowie die Norristown High-Speed Line zuständig.
- Die Regional Rail Division betreibt die sieben Regionalbahnlinien.

## Bilder

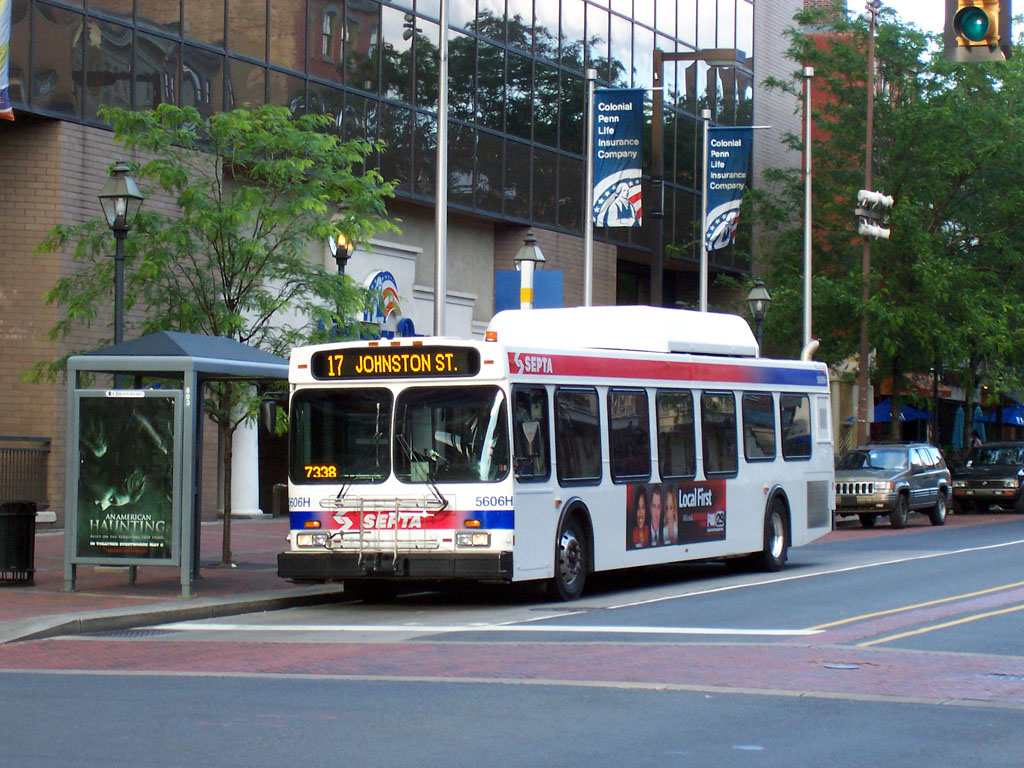
Auf der Buslinie 17
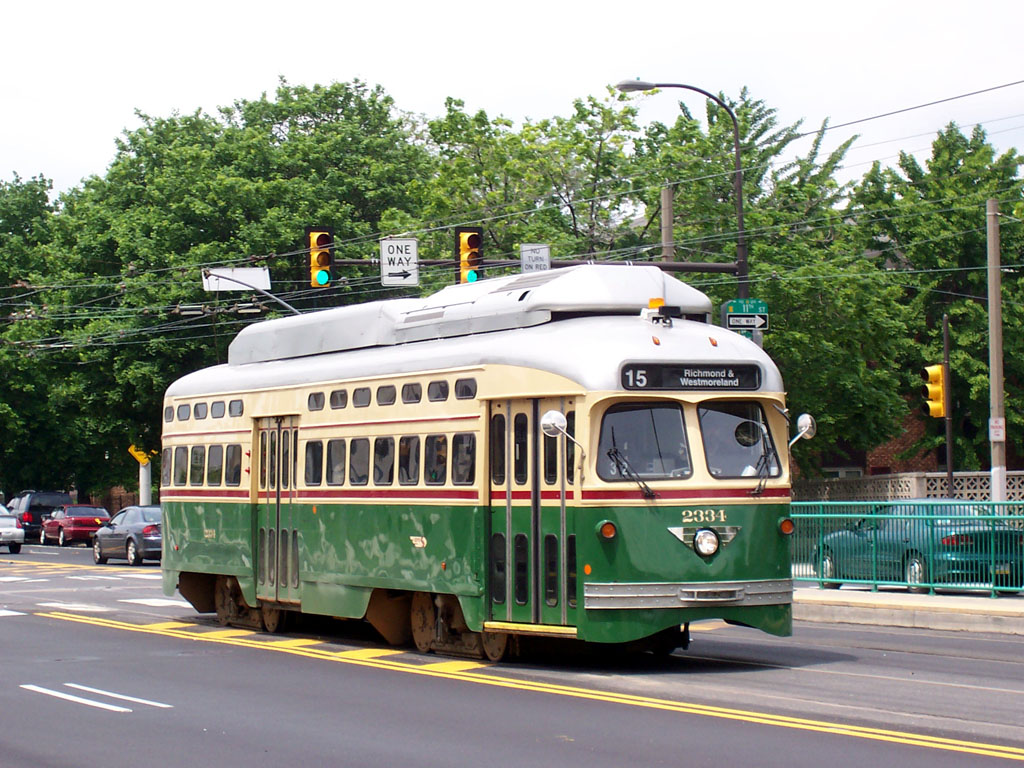
Straßenbahnlinie 15
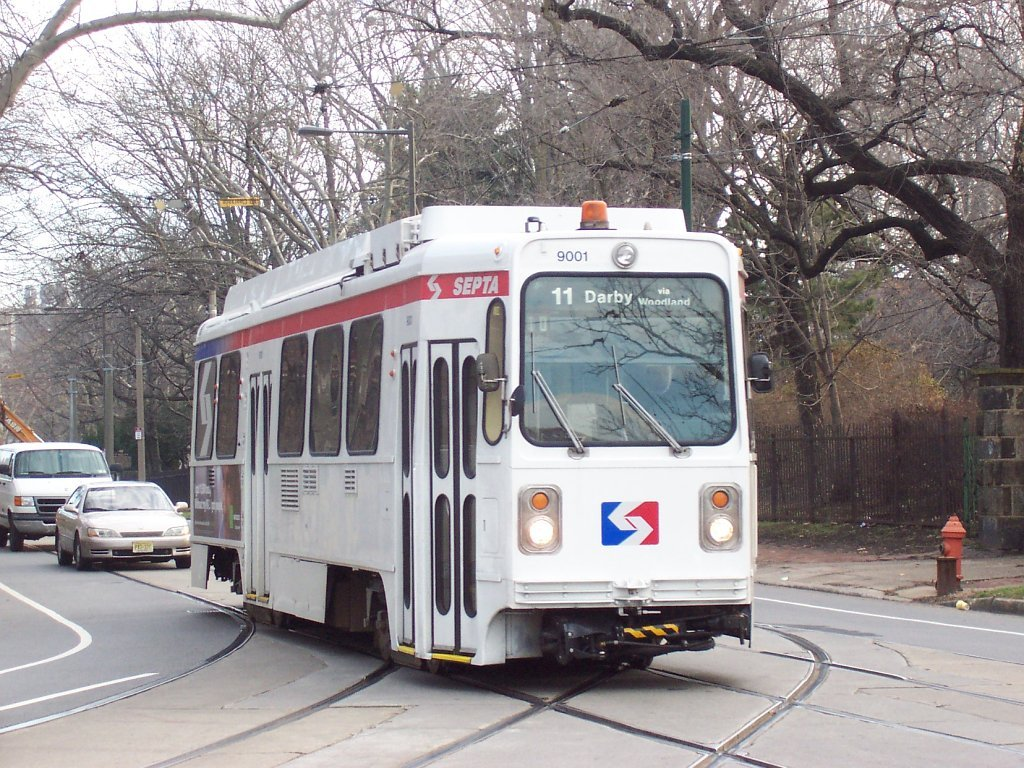
U-Straßenbahn-Linie 11
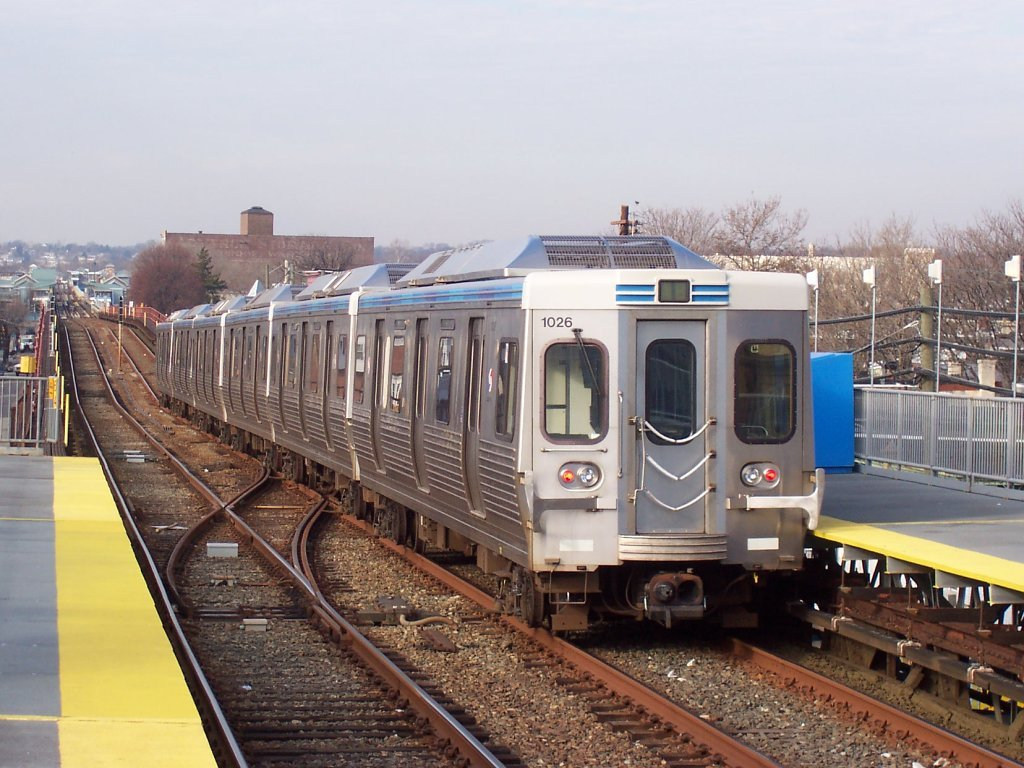
Ein Zug auf der Market–Frankford Line
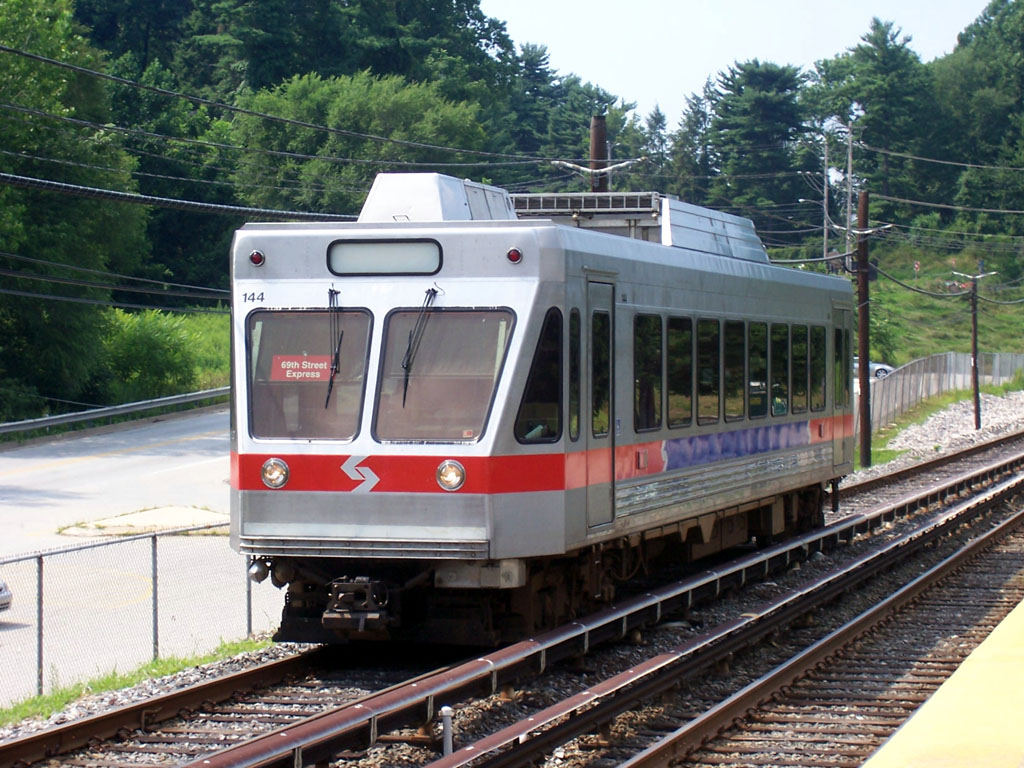
Die Norristown High-Speed Line
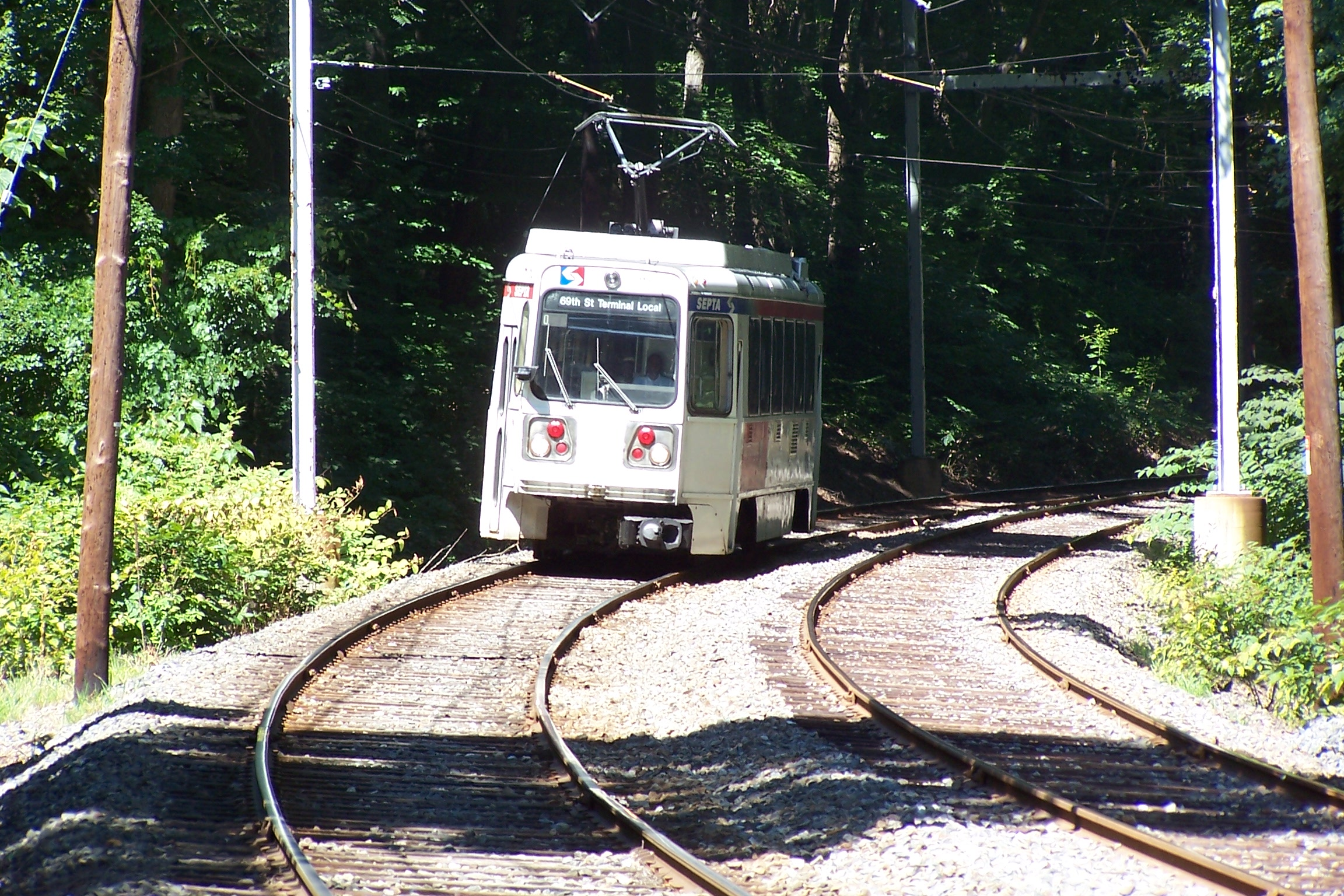
Auf den Media–Sharon Hill Lines
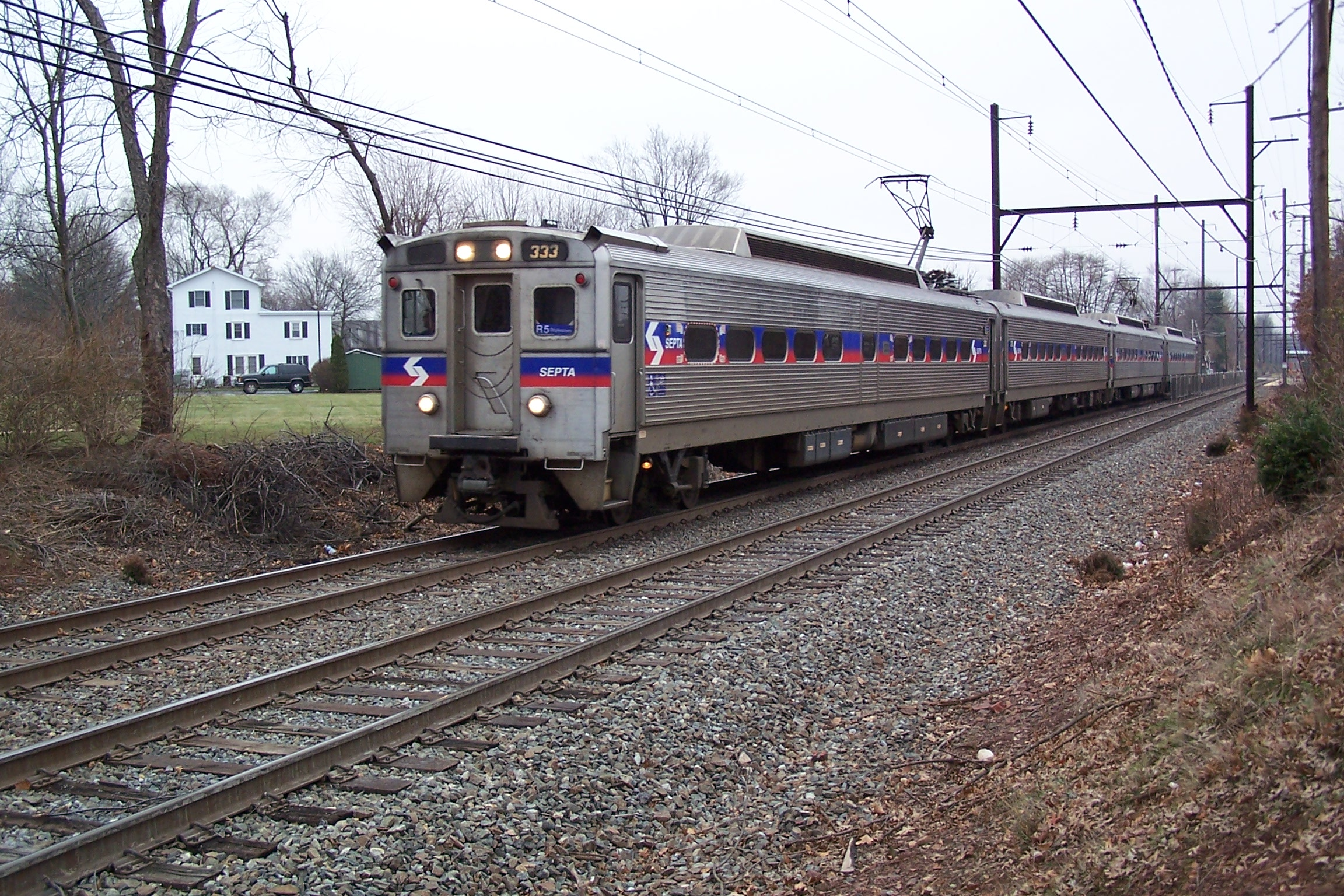
Auf der Linie R5 Richtung Doylestown
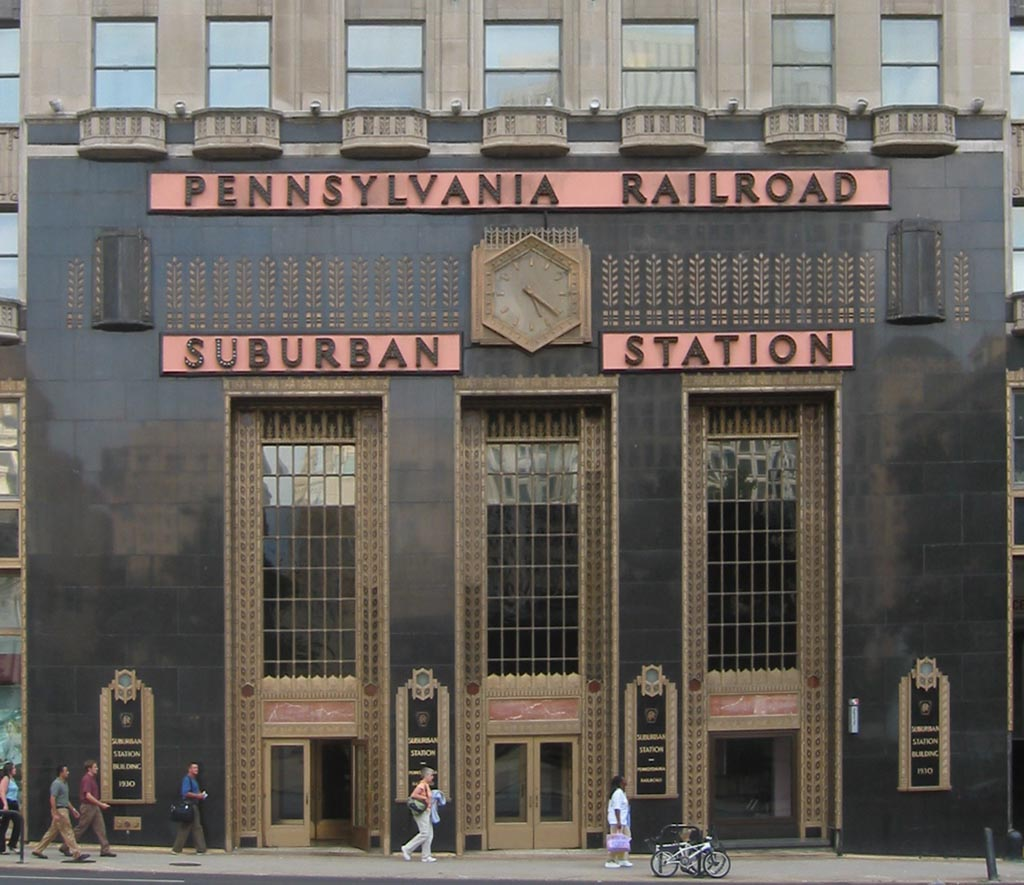
Die Suburban Station, der wichtigste Innenstadtbahnhof